# Ramanovci
Ramanovci is een plaats in de gemeente Kaptol in de Kroatische provincie Požega-Slavonië. De plaats telt 251 inwoners (2001).